# Kołowa Grań

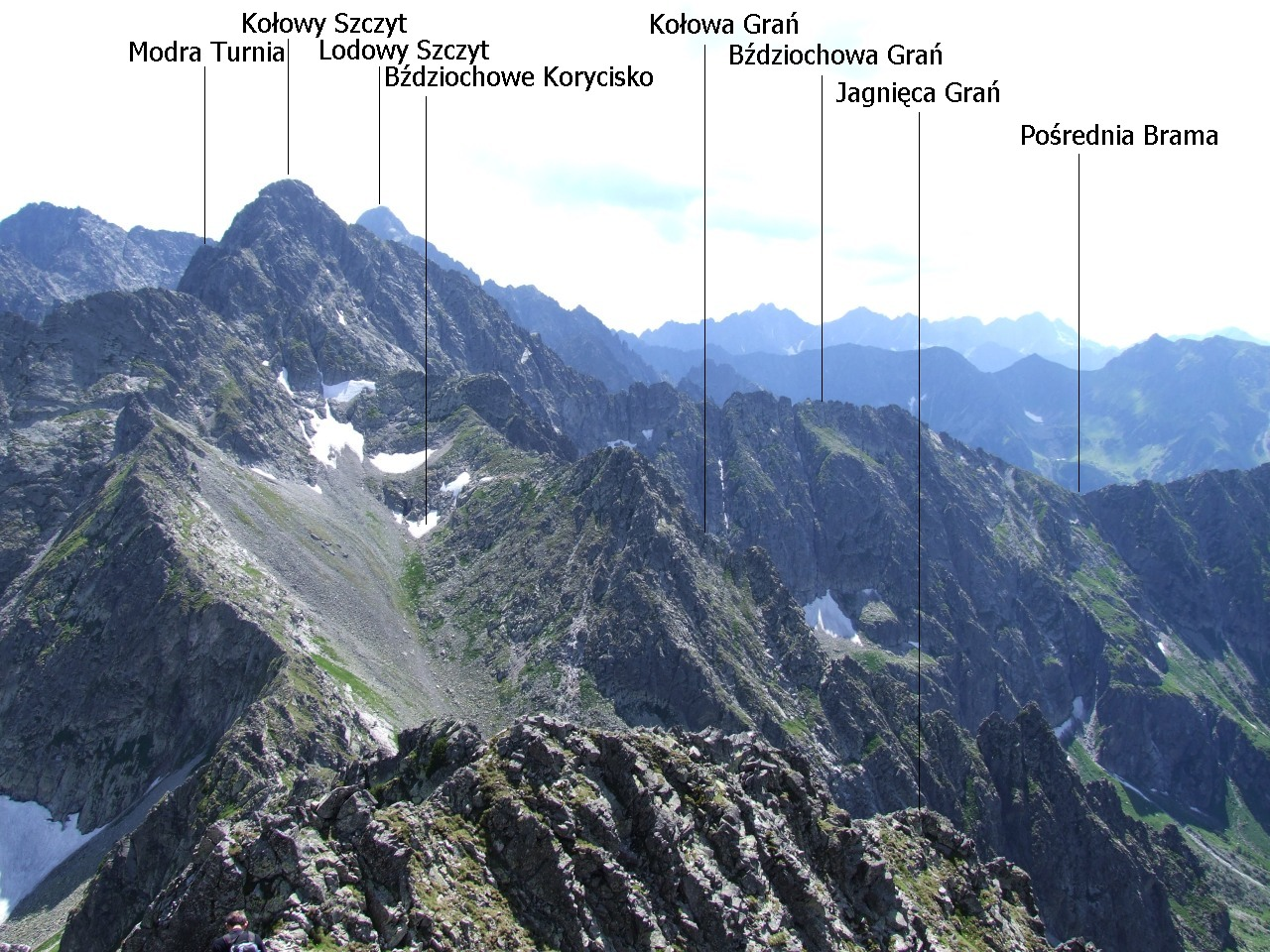
Widok z Jagnięcego Szczytu w południowym kierunku – Kołowa Grań w środkowej części zdjęcia

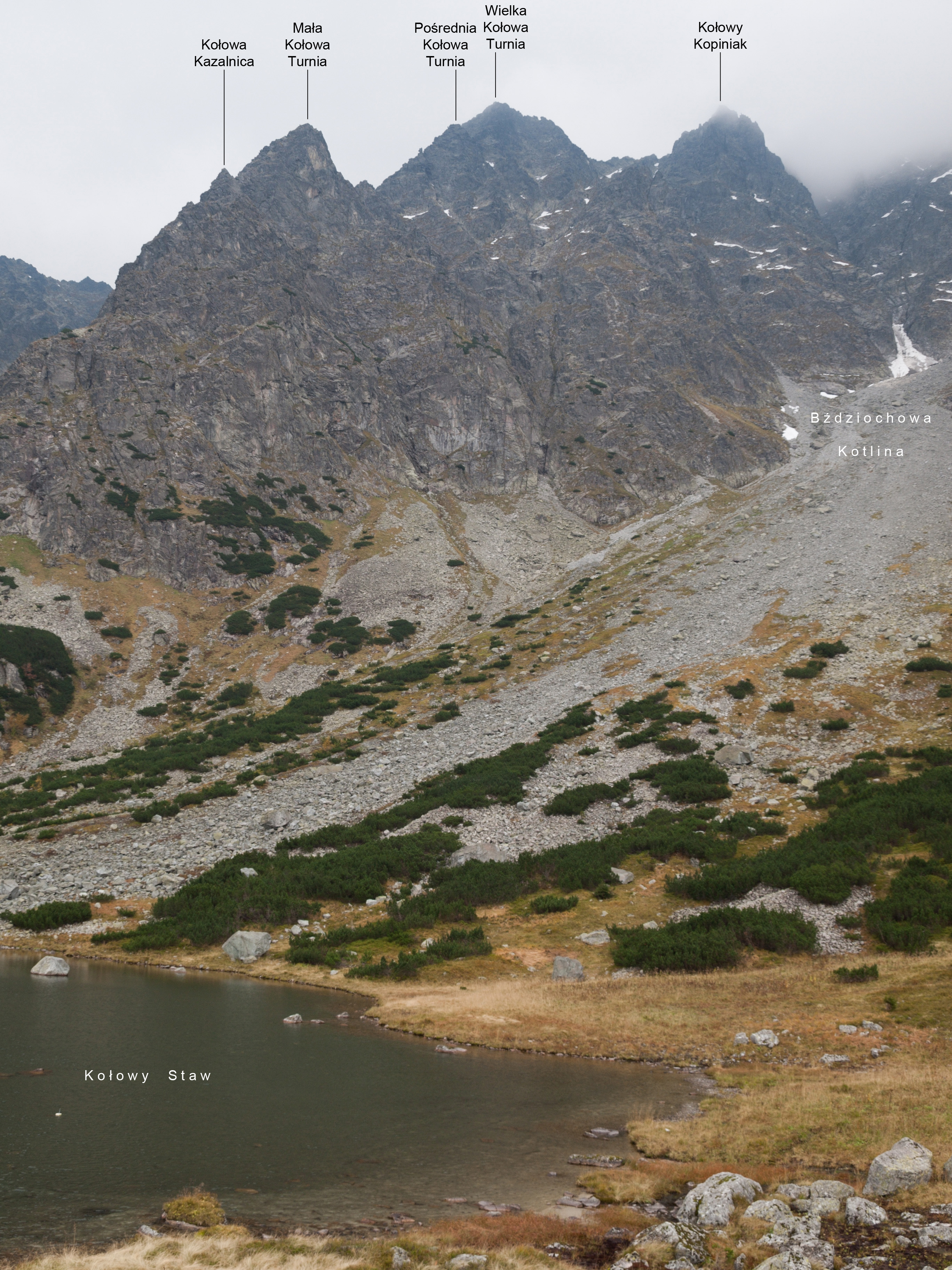
Kołowa Grań – widok znad Kołowego Stawu

Kołowa Grań (słow. Kolový hrebeň, niem. Pflockseegrat, węg. Karó-tavi-gerenc) –  krótka, boczna grań w słowackich Tatrach Wysokich, odgałęziająca się na północny północny wschód od wierzchołka Modrej Turni w grani głównej. Grań ta oddziela od siebie dwie górne odnogi Doliny Kołowej: Bździochowe Korycisko na wschodzie i Bździochową Kotlinę na zachodzie.
W grani znajdują się kolejno od Modrej Turni (słowackie nazwy według czterojęzycznego słownika, wysokości według atlasu satelitarnego):
- Modra Szczerbina (Kolová škára, ok. 2280 m[3]),
- Kołowa Brama (sedlo pod Kolovým hrbom, ok. 2205 m),
- Kołowy Kopiniak (Veľký hrb, ok. 2210 m),
- Zadnia Kołowa Ławka (Zadná Kolová štrbina),
- Kołowe Turnie (Kolové veže):
  - Wielka Kołowa Turnia (Veľká kolová veža, ok. 2160 m),
  - Pośrednia Kołowa Ławka (Prostredná Kolová štrbina),
  - Pośrednia Kołowa Turnia (Prostredná kolová veža),
  - Skrajna Kołowa Ławka (Predná Kolová štrbina),
  - Mała Kołowa Turnia (Malá kolová veža, 1977 m),
- Kołowy Karbik (Kolový zárez),
- Kołowa Kazalnica (Kolová stráž).

Niżej Kołowa Grań opada w kierunku Kołowego Stawu.
Przez grań tę nie prowadzi żaden szlak turystyczny. Dla taterników najbardziej interesująca w Kołowej Grani jest północna ściana Małej Kołowej Turni.
Nazwa grani związana jest z położoną pod nią Doliną Kołową.
Pierwsze wejścia:
- letnie na Wielką Kołową Turnię: Mieczysław Karłowicz, 16 sierpnia 1907 r.,
- zimowe na Wielką Kołową Turnię: Stanisław Krystyn Zaremba, 9 kwietnia 1934 r.,
- pierwsze przejście całej grani: Alfréd Grósz i György Lingsch, 26 sierpnia 1926 r.

Górna część Kołowej Grani (powyżej Wielkiej Kołowej Turni) była przechodzona już wcześniej.